# Terrie Snell
Terrie Snell (10 de enero de 1944) es una actriz estadounidense, reconocida principalmente por interpretar el papel de Leslie McCallister en la película Home Alone y en su secuela, Home Alone 2: Lost in New York.

## Carrera
Snell obtuvo reconocimiento al interpretar el papel de Leslie McCallister, tía del personaje principal interpretado por Macaulay Culkin en la película de 1990 Home Alone. Repitió su papel en 1992 en Home Alone 2: Lost in New York. Ese mismo año interpretó el papel de la señora Tetmann en la película de terror Amityville: Es cuestión de tiempo. A partir de entonces ha registrado apariciones en series de televisión como Beverly Hills 90210, ER, Strong Medicine y Veep, y en películas como You Don't Mess with the Zohan y Rumor Has It.

## Filmografía destacada

### Cine
- 2008 - You Don't Mess with the Zohan
- 2005 - Rumor Has It...
- 1995 - Scanner Cop II
- 1992 - Home Alone 2: Lost in New York
- 1992 - Amityville 1992: Es cuestión de tiempo
- 1990 - Home Alone

### Televisión
- 2016 - Veep
- 2001 - Strong Medicine
- 1998 - ER
- 1996 - Unlikely Angel (telefilme)
- 1996 - Beverly Hills, 90210
- 1994 - Cries from the Heart (telefilme)
- 1992 - FBI: The Untold Stories